# 馬德里條約 (1750年)
《馬德里條約》（西班牙語：Tratado de Madrid）是指在1750年1月13日，西班牙王國國王斐迪南六世和葡萄牙王國國王若翰五世於西班牙首都馬德里簽訂的國際條約。《馬德里條約》的目的是取代已經不再實行的《托德西利亞斯條約》 ，由西班牙和葡萄牙兩個王國重新劃定南美洲殖民地的邊界，以結束烏拉圭地區數十年的爭端。在條約中，雙方均承認在美洲和菲律賓違反《托德西利亞斯條約》對於邊界規定的限制。
《馬德里條約》劃定界線的談判是基於河流和山脈，體現「保持佔有」的原則，並勾畫出現代巴西的大致輪廓。其中《馬德里條約》在葡萄牙控制的大部分巴西地區、及其南部和西部的西班牙殖民領土之間建立詳細的領土邊界。葡萄牙承認西班牙統治菲律賓的主權主張，西班牙則同意葡萄牙的巴西殖民地向西擴張，但這也在後來導致巴西帝國的獨立。條約還相互保證，避免任何一個國家的美洲殖民地受到第三國攻擊。